# 羅馬什基夫卡
50°47′11″N 25°48′38″E / 50.78639°N 25.81056°E
羅馬什基夫卡（烏克蘭語：Ромашківка），是烏克蘭的村落，位於該國西部沃倫州，由盧茨克區負責管轄，始建於1577年，面積0.64平方公里，海拔高度186米，2001年人口253，人口密度每平方公里395.31人。